# Minerva (1892)
Крейсер «Мінерва» (італ. Minerva) — торпедний крейсер типу «Партенопе» Королівських ВМС Італії кінця XIX століття.

## Історія створення
Крейсер «Мінерва» був закладений 1 лютого 1889 року на верфі «Ansaldo» у місті Генуя. Спущений на воду 27 лютого 1892 року, вступив у стрій 20 серпня 1892 року.

## Історія служби
Після вступу у стрій корабель брав участь у маневрах флоту 1893 року, на яких відпрацьовувались дії на випадок французької атаки на італійський флот.
У 1895 році крейсер «Мінерва» разом з більшістю інших торпедних крейсерів був включений до складу 2-го Морського департаменту, який відповідав за ділянку узбережжя від Неаполя до Таранто.
У 1903 році «Мінерва» разом з однотипним крейсером «Еурідіче», вісьмома лінійними кораблями, шістьма іншими крейсерами та шістьма міноносцями був включений до складу 1-ї Ескадри. Ця ескадра несла активну службу протягом 7 місяців на рік, решту часу перебувала у резерві зі скороченим екіпажем.
Протягом 1909—1910 років корабель був модернізований та перетворений на мінний загороджувач. На ньому були встановлені нові парові котли, зменшене артилерійське озброєння (залишилось три 76,2-мм гармати, чотири 57-мм гармати та дві 37-мм гармати). Швидкість корабля зменшилась до 18 вузлів.
Під час італійсько-турецької війни корабель не брав участі у бойових діях.
Після вступу Італії у Першу світову війну та після втрати декількох кораблів командувач італійським флотом Паоло Таон ді Ревель, зважаючи на небезпеку від підводних човнів та мін противника, обмежив активне використання великих кораблів в Адріатичному морі. Натомість малі кораблі та катери залучались до блокади та постановки мін біля австро-угорського узбережжя. У рамках цієї стратегії використовувались кораблі «Мінерва», «Партенопе» та «Гоїто», які ставили міни біля ворожого узбережжя.
У 1921 році він був виключений зі складу флоту і незабаром проданий на злам.